# 1999 JF132
1999 JF132, também escrito como 1999 JF132, é um objeto transnetuniano (TNO) que está localizado no cinturão de Kuiper, uma região do Sistema Solar. Este corpo celeste é classificado como um cubewano. Ele possui uma magnitude absoluta (H) de 8,6 e, tem um diâmetro estimado com cerca de 116 km, por isso é pouco provável que possa ser classificado como um planeta anão, devido ao seu tamanho relativamente pequeno.

## Descoberta
1999 JF132 foi descoberto no dia 10 de maio de 1999 pelos astrônomos R. L. Allen, G. Bernstein e P. Guhathakurta.

## Órbita
A órbita de 1999 JF132 tem uma excentricidade de 0.000 e possui um semieixo maior de 44.464 UA. O seu periélio leva o mesmo a uma distância de 44.464 UA em relação ao Sol e seu afélio a 44.464.